# Heteronyx laeviceps
Heteronyx laeviceps är en skalbaggsart som beskrevs av Blackburn 1888. Heteronyx laeviceps ingår i släktet Heteronyx och familjen Melolonthidae. Inga underarter finns listade i Catalogue of Life.